# Hagsätra

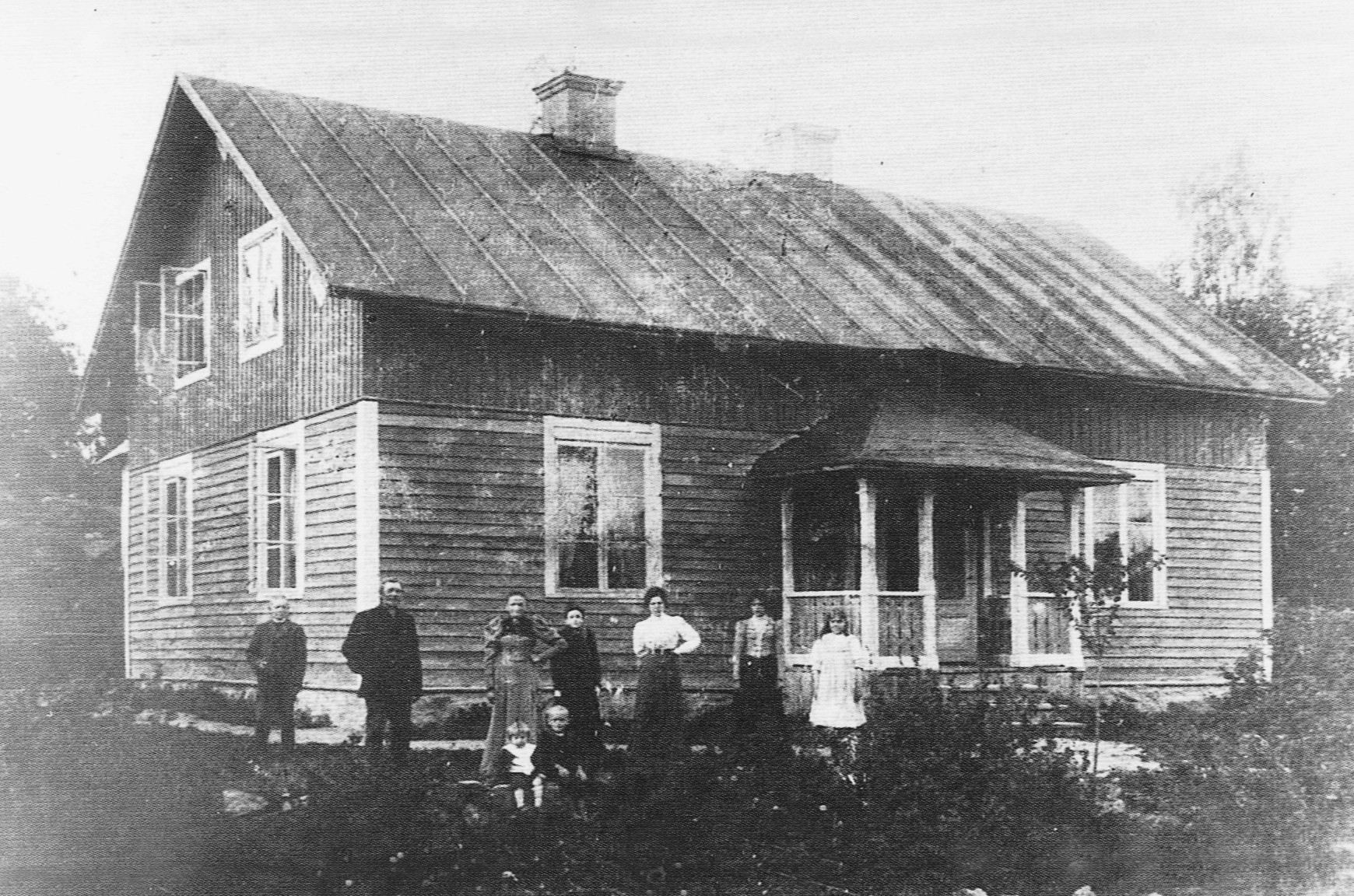
Hagsätra torp 1903.

Hagsätra är en stadsdel i Söderort inom Stockholms kommun. Den gränsar till stadsdelarna Älvsjö, Örby, Högdalen och Rågsved samt till Stuvsta i Huddinge kommun. Delen som ligger sydväst om Huddingevägen heter Ormkärr. 

## Historik
Hagsätras ursprungliga namn var Axsettra, Axsätra, Hagsätra torpen och Hagsättra. Torpet Hagsätra lydde under Älvsjö gård. De sista brukarna var familjen Johansson som skötte gården fram till 1938. Torpet Hagsätra låg i närheten av Hagsätra idrottsplats. Marken förvärvades 1930 av Stockholms stad. Det dröjde till 1957 innan det moderna Hagsätra växte fram. Stadsdelen har ett medelstort centrum (Hagsätra centrum) beläget kring Hagsätra torg ursprungligen ritat av den danskfödde arkitekten Hack Kampmann. Huddingevägen genomkorsar stadsdelen. Den del av Hagsätra som ligger sydväst om Huddingevägen benämns Ormkärr. Även Ormkärr var ursprungligen ett torp under Älvsjö säteri.

## Bebyggelse, service och skolor
Hagsätra består av både låg- och våningshus. Området är huvudsakligen bebyggt mellan 1958 och 1967, där Hack Kampmann ritade skivhusen med bostäder som uppfördes i närheten av Hagsätra centrum.

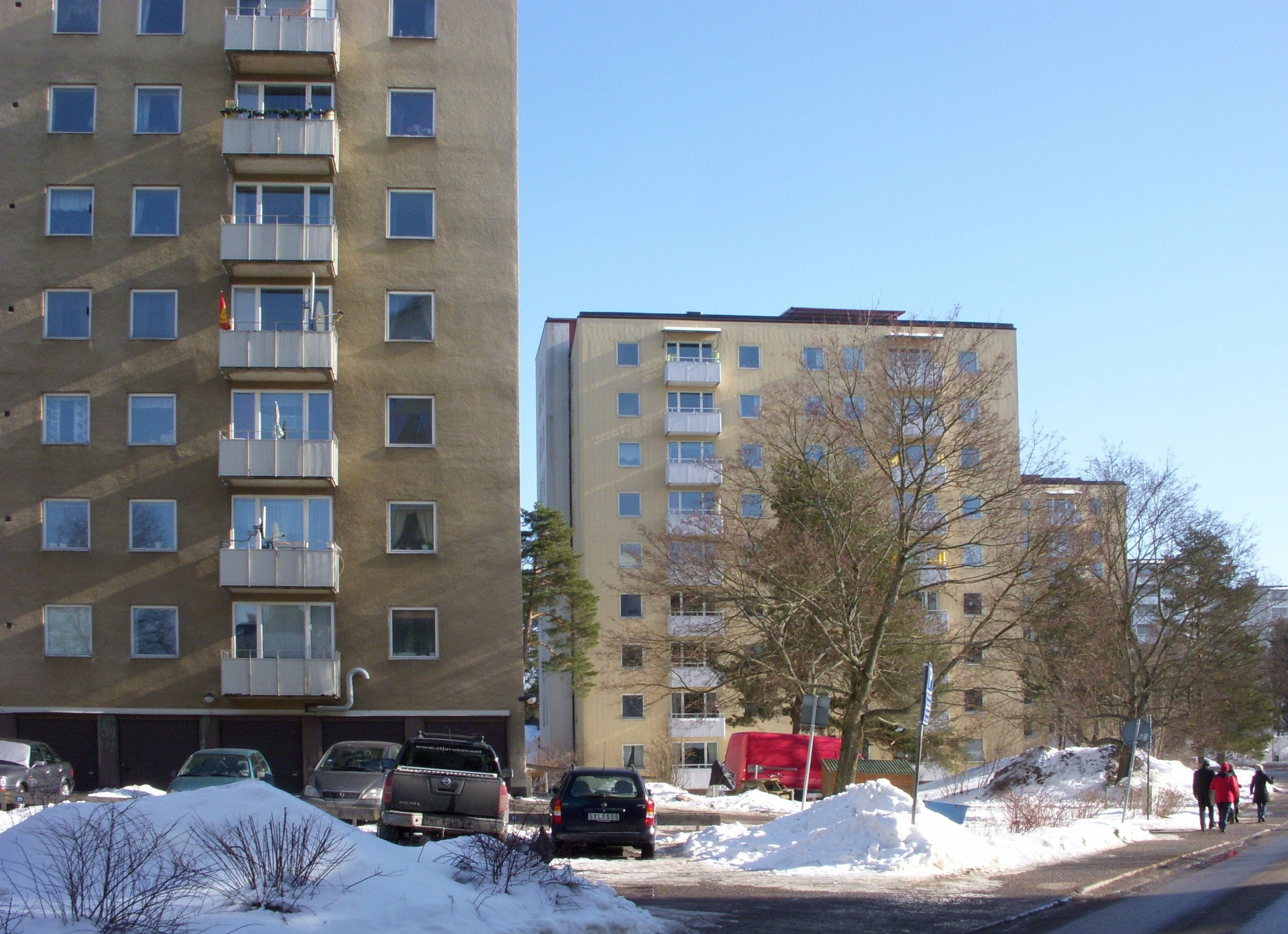
1960-talsbebyggelsen längs Vintrosagatan.

Nya bostäder har tillkommit under 1990- och 2000-talen, även centrumet fick en upprustning på 1990-talet. Många av husen är nyligen renoverade. I Hagsätra är det IKANO Fastighets AB som är värd för de flesta hyreshus som ligger i Hagsätra centrum. I Hagsätra finns såväl hyresrätter som bostadsrätter, medan lägenheterna i Ormkärr nästan uteslutande är bostadsrätter. Ormkärrs lamellhus i rött tegel uppfördes 1959-1960 av HSB. Arkitekt var Curt Strehlenert på HSB:s arkitektkontor. I huskroppen finns en gångtunnel klädd i turkos mosaik.
Numera finns det vanliga centrumutbudet av butiker samt serviceinrättningar som vårdcentral, bank, apotek och bibliotek. I södra hörnet av torget ligger Hagsätra kapell (tillhörande Vantörs församling) invigt 1992 och byggt efter ritningar av arkitekt Helena Tallius Myhrman.
Gatorna i Hagsätra har fått namn från samhällen i främst Närke. Exempel på det är Glanshammarsgatan, Gökholmsbacken, Fjugestagränd, Olshammarsgatan, Stjärnsundsgatan och Vintrosagatan.
Det finns två skolor i Hagsätra. Ormkärrsskolan har låg- och mellanstadium. Hagsätraskolan har låg-, mellan- och högstadium. I Hagsätraskolan finns en privat fritidsverksamhet för barn som blivit för gamla för vanligt fritids. Den kallas för mellanstadieverksamheten och hyr in sig i skolans lokaler. Där kan barnen bland annat göra läxor, lyssna på musik, spela biljard, och spela bandy. Fritidsverksamheten är öppen efter skolan och en kväll i veckan samt även på loven. 
Hagsätraskolans aula har enligt Stockholms stadsmuseums klassificering för kulturhistoriskt värdefulla byggnader fått en blå klassificering. Det är den högsta klassen och innebär att bebyggelsens kulturhistoriska värde motsvarar fordringarna för byggnadsminnen i Kulturminneslagen.

## Tunnelbanestation
Hagsätra är en ändstation inom Stockholms tunnelbana för tunnelbanelinje 19 (Gröna linjen) och togs i bruk 1 december 1960, samtidigt som Hagsätra centrum invigdes.

## Demografi
År 2020 hade stadsdelen cirka 9 500 invånare. Detta inkluderade cirka 58,9 procent med utländsk bakgrund. Hagsätra har tillsammans med Rågsved av Polisen klassats som ett utsatt område.

## Sport, fritid och grönområden
På Hagsätra idrottsplats som är nyrenoverad och moderniserad finns en konstgräsplan och en grusplan. Idrottsplatsen drivs av Rågsveds IF. I området finns även ett gym (Flex Gym). Älvsjöbadet (bassängbad i tre bassänger utomhus) har öppet sommartid.
Hälsans stig börjar i och passerar Hagsätra. Den närliggande Ormkärrsskogen har gott om promenadvägar och är dessutom ett bra område för svampplockning. I området mellan Hagsätra IP och Älvsjöbadet finns även ett skogsparti med grusad promenadslinga och informationstavlor om hur området har sett ut förr.
Hagsätraskogens naturreservat omfattar 31 hektar och inrättades 2021, det var då Stockholms elfte naturreservat. Markägare är Stockholms kommun.

## Bilder

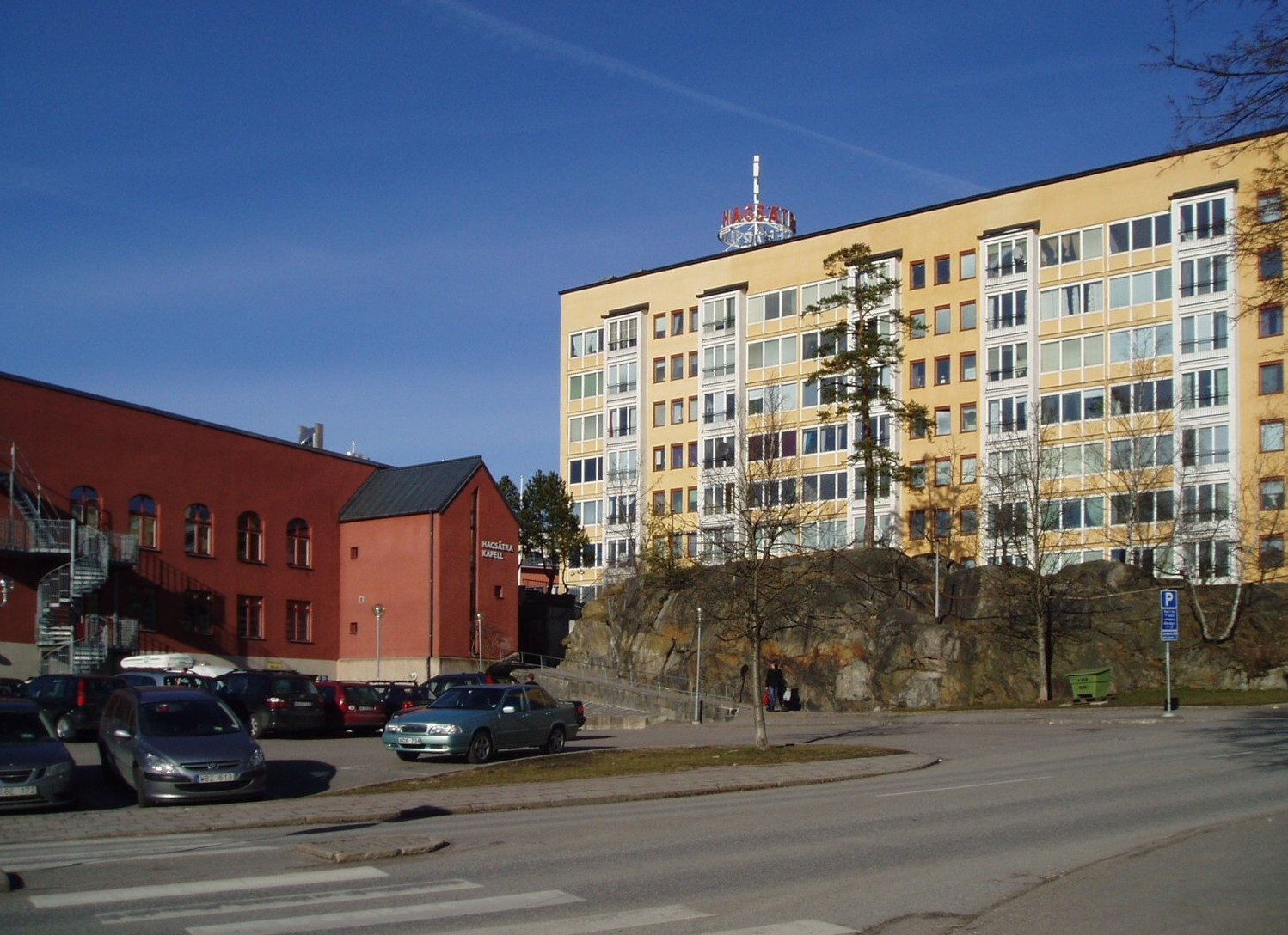
Hagsätra centrum.
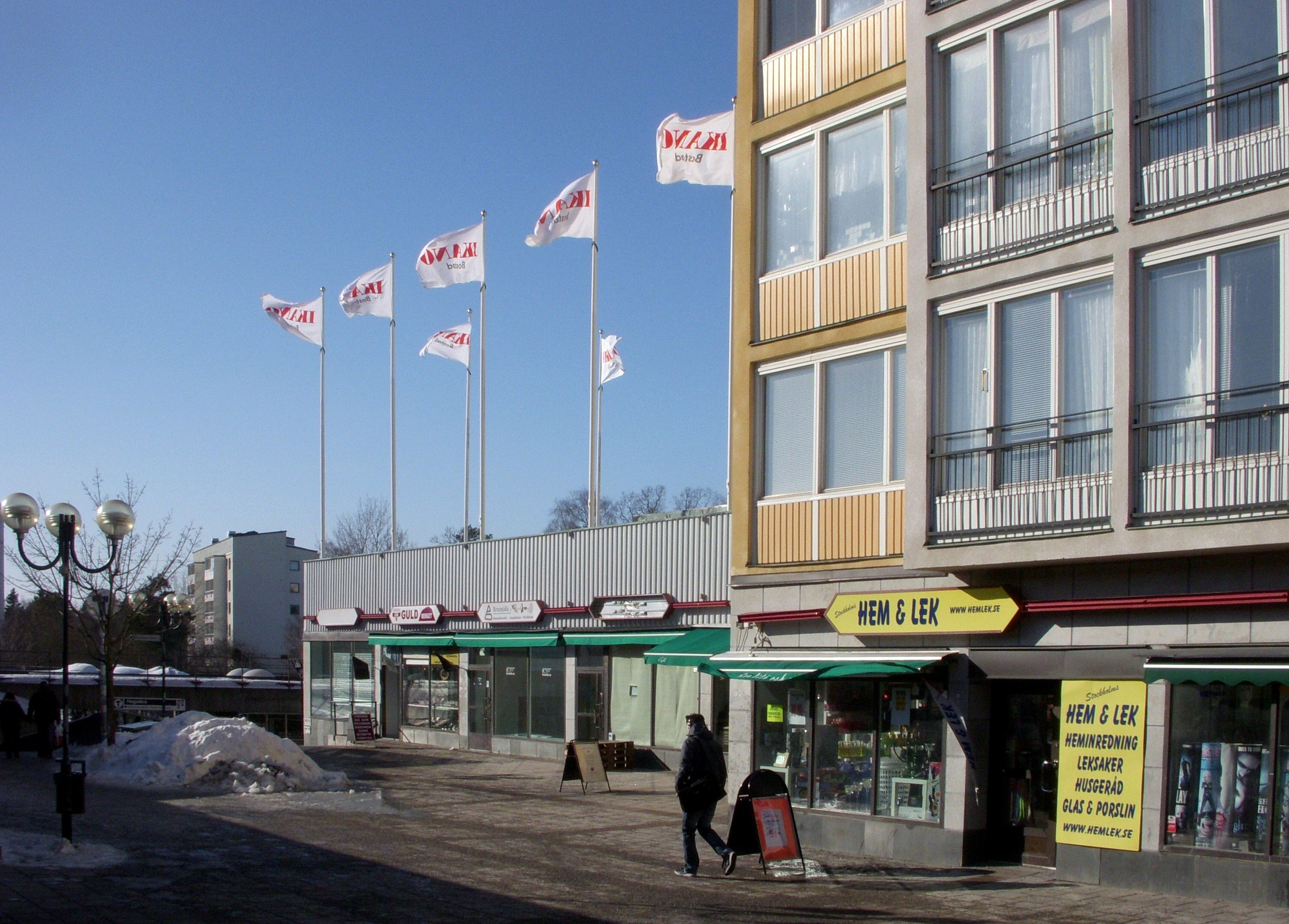
Hagsätra centrum.
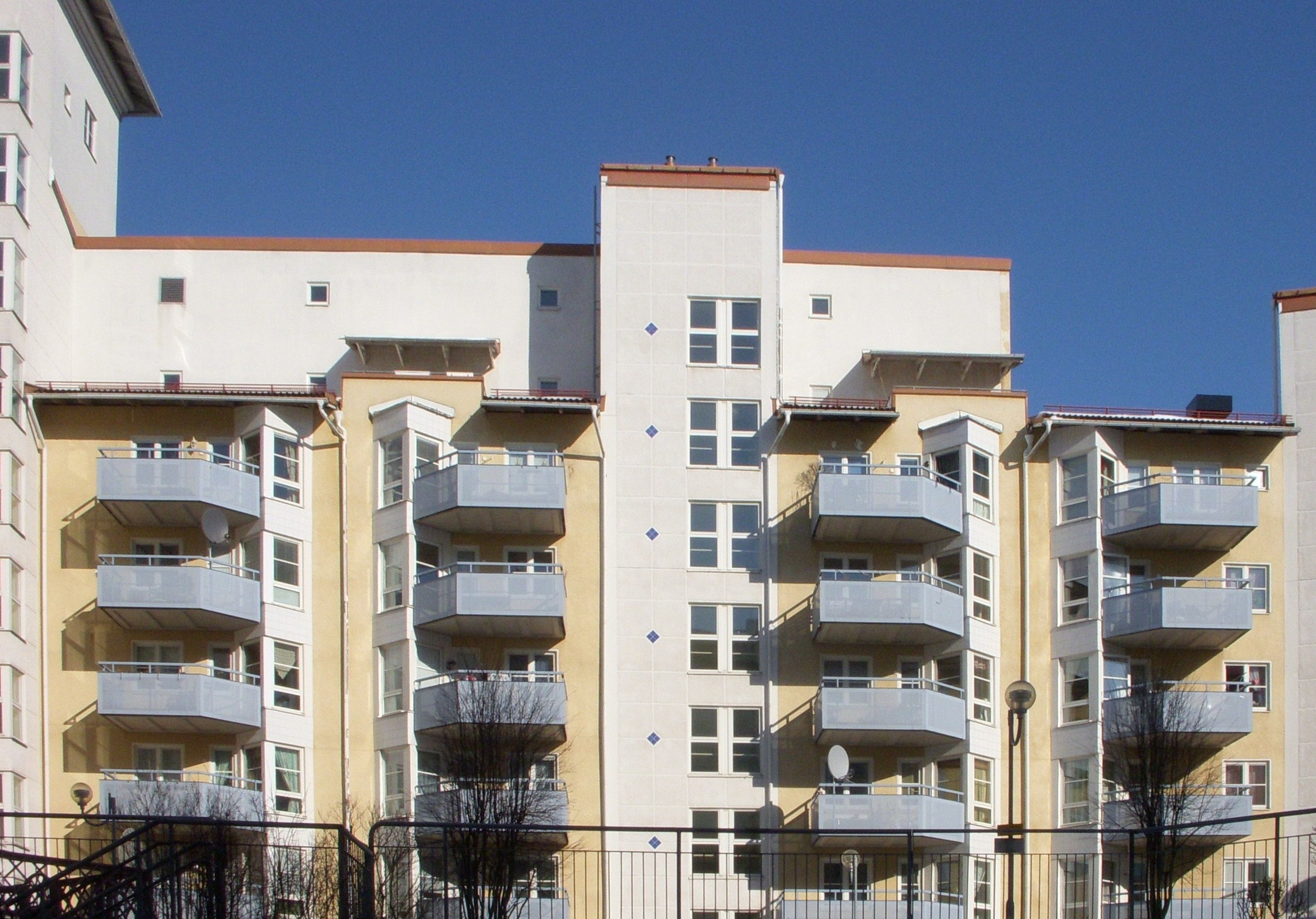
Hagsätras nyare bostadshus.
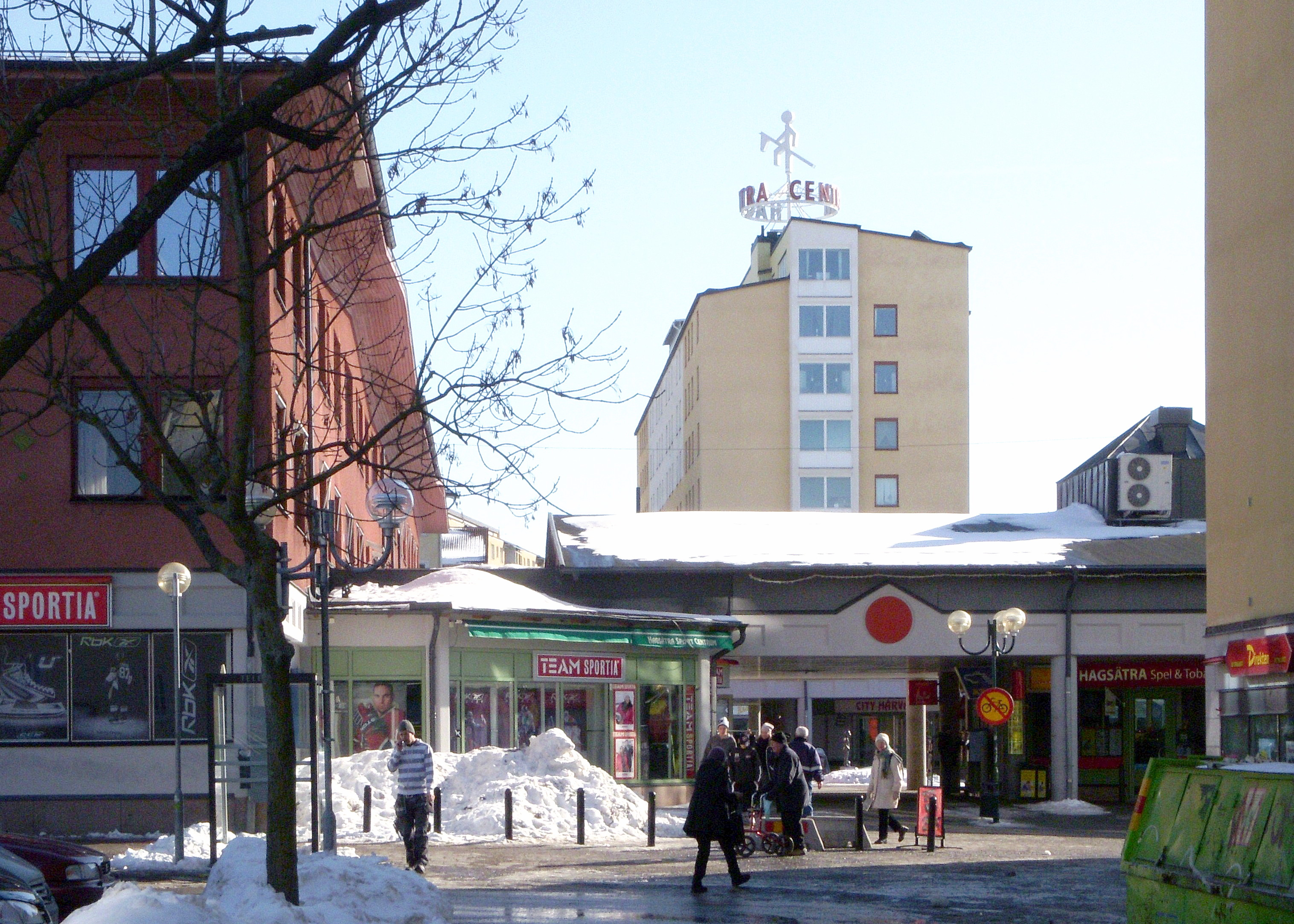
Hagsätra centrum.
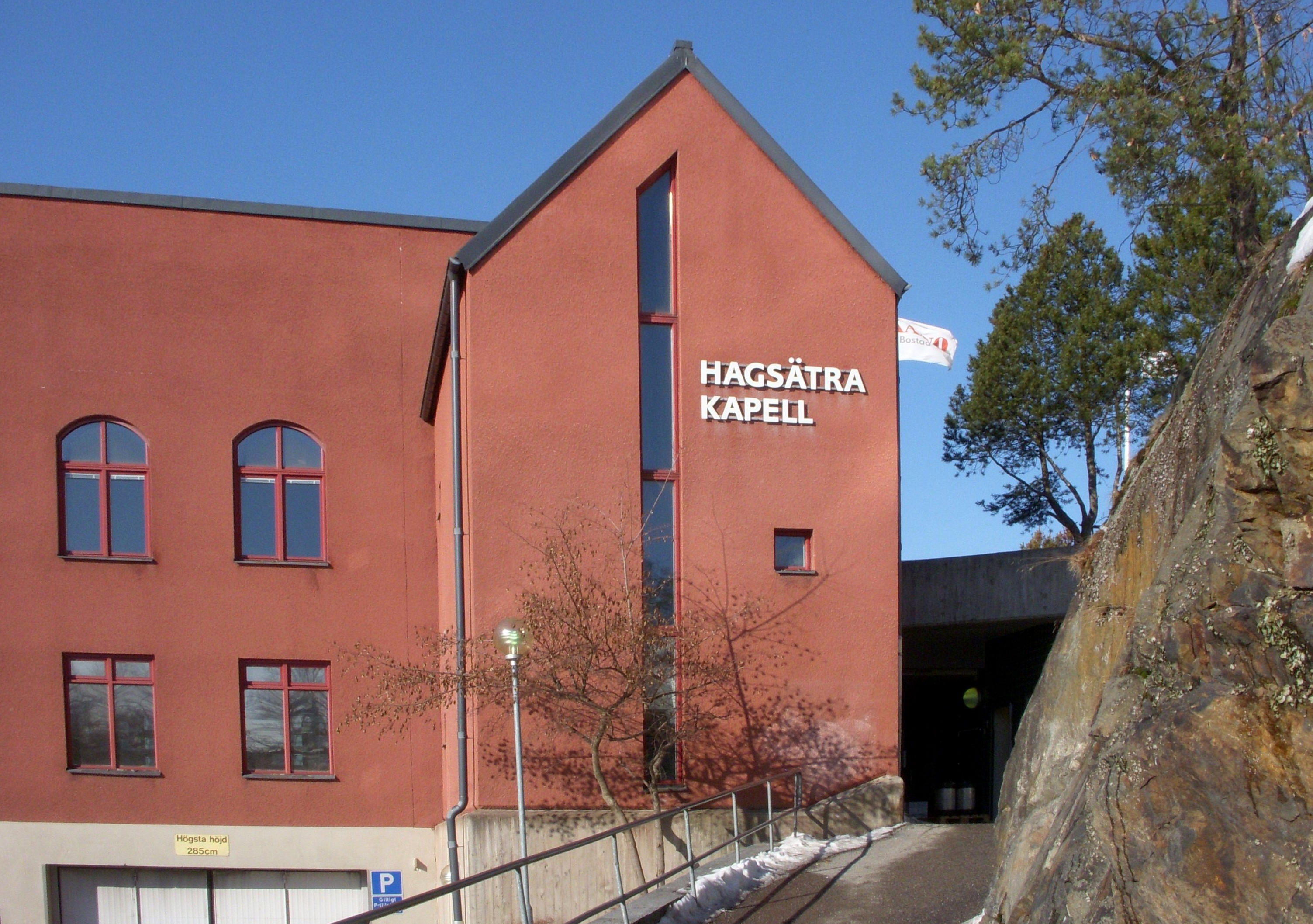
Hagsätra kapell.